# Pere Prat i Ubach
Pere Prat i Ubach (Terrassa, 1892 - Barcelona, 1969) fou un dibuixant i il·lustrador gràfic català. A principis del segle xx va col·laborar amb revistes com L'Esquella de la Torratxa, La Piula o En Patufet. Va col·laborar també amb revistes espanyoles i parisenques.>